# ジャボン・マックレア

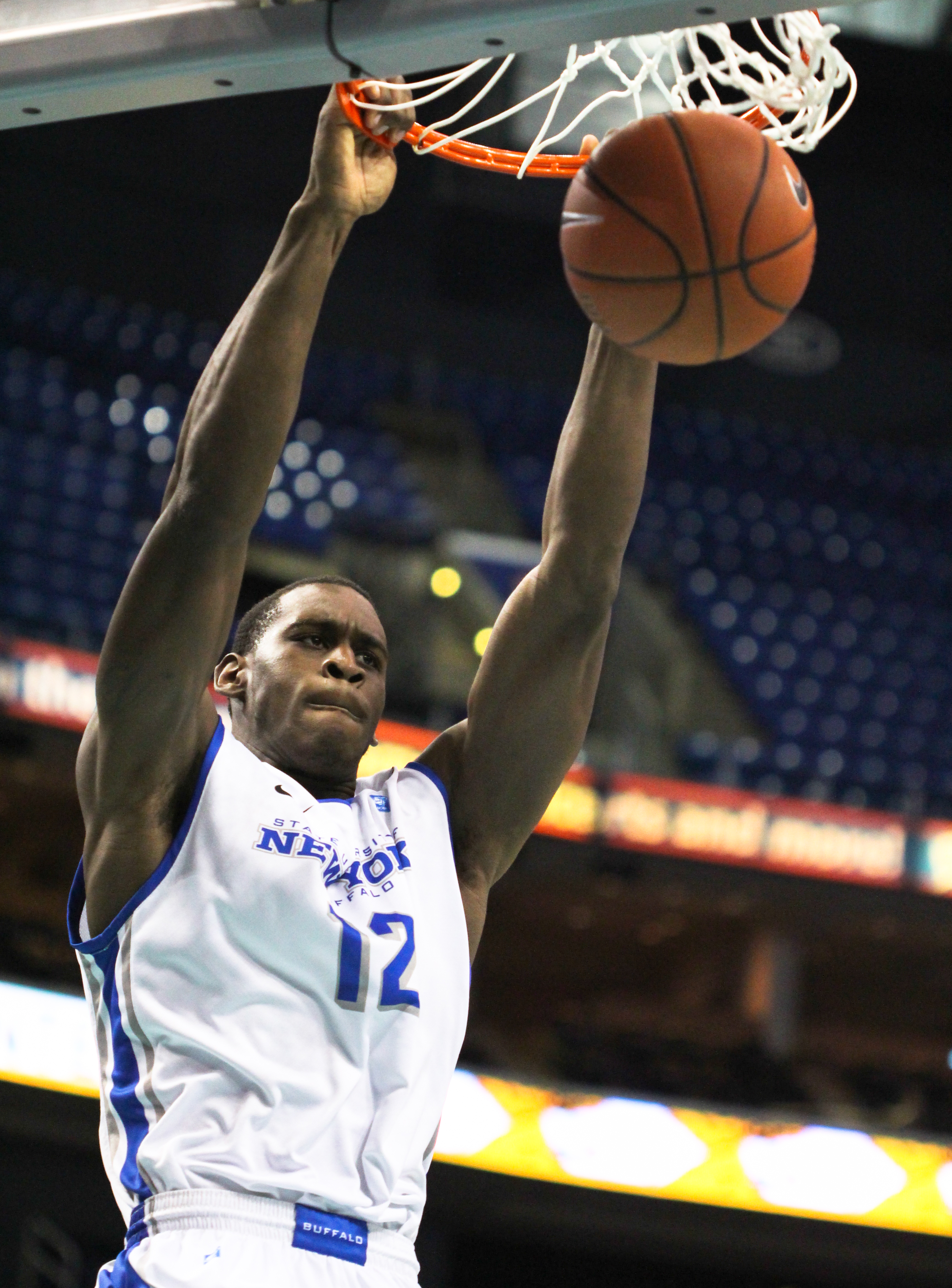
Buffalo Bulls時代

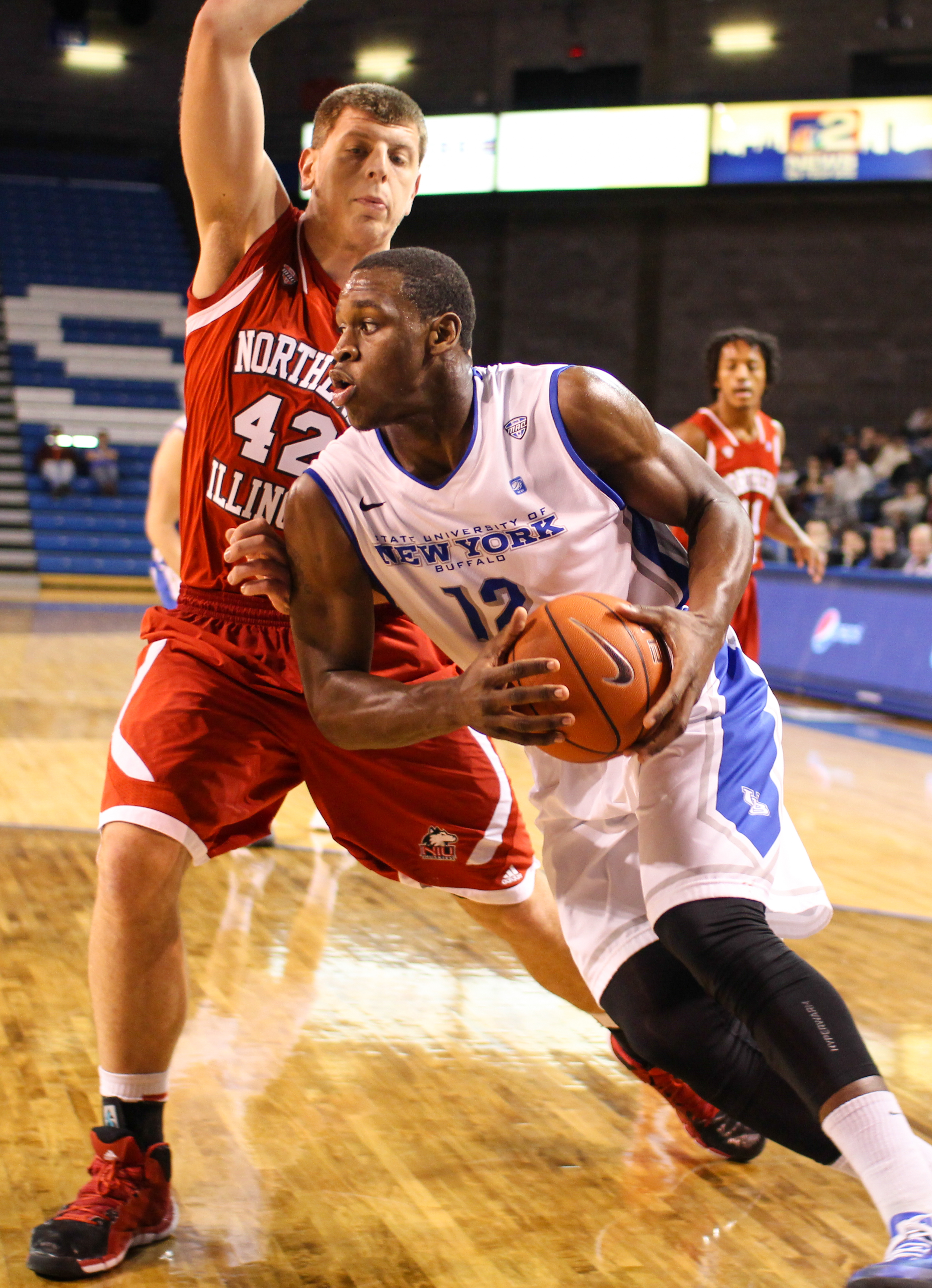
Buffalo Bulls時代(2014)

ジャボン・マックレア（Javon McCrea、1992年11月5日 - ）は、アメリカニューヨーク州出身のプロバスケットボール選手。ポジションはパワーフォワード、センター。206cm、113kg。

## 来歴

### アマチュア選手時代
マックレアはNCAA一部　Mid-American Conference (MAC) に所属するニューヨーク州立大学バッファロー校の男子バスケットボールチームBuffalo Bullsに在籍し、2年、3年次にミッドアメリカン・カンファレンスのベスト５（All-MAC First Team）に選出されている他、ミッドアメリカン・カンファレンス　イーストの週間最優秀選手にも通算７度選出された。４年生時の2014年には、同地区の年間最優秀選手であるMid-American Conference Player of the YearとAssociated Pressが選出する全米ベスト5である"All-America"候補(Associated Press Honorable Mention All-American)に選出されている。在籍中の平均ダブル・ダブル記録数は、NCAA１部のベスト20以内である。またBuffalo Bullsに在籍した期間の通算得点数は2,004ポイントで同学の歴代一位であり、大学通算で164スティール, 250ブロック, 250アシスト, 988リバウンドを記録している。

### プロ選手時代
2014年のNBAドラフト外となった後、2014年のNBAサマーリーグではNBAダラス・マーベリックス から参加したが、NBAチームとの契約はならずドイツバスケットボール・ブンデスリーガのメディ・バイロイトと契約した。メディ・バイロイトでの25試合出場中、24試合がスターティングメンバーであり、試合平均14.7ポイント、5.5リバウンド。およびフィールドシュート成功率59.7%で１試合平均24.3分の出場時間を得た。
2015年のNBAサマーリーグではブルックリン・ネッツから参加したが、この年もNBAチームとの契約には至らず、フランスリーグ・ナショナル・バスケットボールのSLUC ナンシーと契約した。
2016年2月9日に、プエルトリコのプロバスケットボールリーグ　バロンセスト・スペリア・ナシオナルのカングレヘーロス・デ・サントゥルセと契約 。12試合に出場し、１試合平均6.3ポイント、8.4 リバウンドを記録している。
2016年4月11日にはベルギーのプロバスケットボールリーグベルギー１部リーグのSpirou Charleroi と契約発表がされたが、20日にクラブから入団時のメディカルテストの結果として契約を取りやめるとの発表があった。
2016年のNBAサマーリーグではフィラデルフィア 76ersから参加したが、7月5日に他の3人のチームメートと共に契約解除になった。
2016年8月16日に、イスラエルのマッカビ・リション・レジオンと2016-17シーズンの契約を結んだ 。
2017年7月27日に、ベルギーのBCオーステンデと2017-18シーズンの契約を結んだが、入団時のメディカルチェックにおいて問題があり、契約は無効になったことが発表された。2017年11月1日には、以前所属していたドイツのメディ・バイロイトと一ヶ月の契約を結んだ。
2017年12月22日に、ドイツのタイガース・テュービンゲンと契約し、2018年3月21日にはプエルトリコのサンテロス・ド・アグアダと契約した。
2018年10月5日にシーズン開幕前日の日本のBリーグ１部中地区　横浜ビー・コルセアーズと2018-19シーズンの契約を結んだ。11月7日の対三遠戦では、チームとしては試合に敗れたが、ジャボンは32得点 7スティールという活躍をみせた。
12月15日には天皇杯での左肘負傷の治療のため、米国に一時帰国した、マックレアはチームへの早期の復帰を目指していることを自身のSNSで語っていたが、25日には正式に横浜ビー・コルセアーズからの退団が発表された。
12月28日には、日本の琉球ゴールデンキングスと契約交渉中であることを自身のSNSで明かしている。

## 人物

### バスケットボールプレイヤーとしての特徴
- ジャボン自身は、自らの特徴としてフィジカルの強さとユーティリティー性を挙げており、アタック、リバウンド、スティールなど総合的な能力を有した上で、チームの勝利ために最優先されるプレイを選択できる所が長所だと述べている[27]。

- 大学卒業時のDraftExpressの評価は以下である[28]。
  - インサイドからのシュート（finish around the rim)の確率は67.7%と高く、オフェンスリバウンド(Offensive glass)でも存在感を見せる。この強さは彼の強さ、手足の長さ、および機動力に支えられている。
  - 左手一本でのプットバック（オフェンスリバウンドのボールをそのままダンクするシュート）に高い技巧を見せる。
  - ポストプレイヤーとしては課題があり、跳躍力が優れているわけではないが、ゴールに向かうペネトレイションには見るべきものがある。
  - 守備では手足の長さに加えて、予測能力の高さでスティールやブロックを成功させることができる。
  - ポストからペリメーター（スリーポイントラインより内側でペイントエリアより外側のエリア）までの範囲をカバーできる確かな守備能力を有するが、身体のサイズやクイックネスはNBAのレベルには少し足りない。

### その他
- 憧れのプレイヤーはレブロン・ジェームズ[29]
- 食事に招待したい３人を選ぶならレブロン・ジェームズ、ドウェイン・ウェイド、クリス・ボッシュ[29]
- 好きなテレビ番組は｢ベルエアのフレッシュプリンス｣、 ｢Everybody Hates Chris｣[29]
- 趣味はスニーカー集めで、休日はビンテージのシューズ屋を回っている[27]。
- 日本食は好きで特にラーメンが好物。また日本に来てから気に入った食事として唐揚げ、焼き肉、チャーハンをあげている[27]。
- 決めポーズは右手人差し指と親指で輪を作り、右目でその輪から除く "ジャボンポーズ"[27]。
- 米国人バスケットボール選手が海外でプレイする際には、その多くが様々なメンタル上の問題という目に見えない敵と戦わなければならない事を語っている[30]。またマックレア自身も欧州でプレーした際に、その文化の違いからメンタルの問題に直面しており、日本の横浜ビー・コルセアーズでのプレーの際にもヘッドコーチのトーマス・ウィスマンからメンタルの問題を抱えているという事を指摘され、ウィスマンの紹介で心理療法士の定期的な治療を受けてからパフォーマンスが向上した経験を話している[30]。

横浜ビー・コルセアーズ　オフィシャルブーストソングにおける選手紹介
- 2018-19 ｢ジャボンがジャパンで　上手にジャンプで上級ダンクした　No.20 ジャボン・マックレア｣[31]

## 個人成績
| シーズン        | チーム                 | GP | GS | MPG  | FG%  | 3P% | FT%  | RPG | APG | SPG | BPG | TO  | PPG  |
| --------------- | ---------------------- | -- | -- | ---- | ---- | --- | ---- | --- | --- | --- | --- | --- | ---- |
| Bリーグ 2018-19 | 横浜ビー・コルセアーズ | 13 | 13 | 28.8 | .527 |     | .569 | 9.3 | 1.9 | 2.1 | 0.8 | 2.1 | 19.8 |